# Maïté Meeûs
Pour les articles homonymes, voir Meeus.
Maïté Meeûs, née le 6 juillet 1998 à Bruxelles, est une militante féministe belge connue pour son engagement en faveur des survivantes de violences sexuelles.
Elle a lancé le mouvement Balance ton bar en octobre 2021 pour dénoncer le phénomène des viols par soumission chimique à Bruxelles.
Son engagement en faveur des victimes de violences est récompensé en avril 2022 par le prix Amnesty Jeunes des Droits Humains.
En 2024, elle fait partie du classement Forbes 30 Under 30 en Belgique.

## #BalanceTonBar
Après de nombreuses accusations d'abus sexuels qui visaient spécifiquement deux bars du quartier du cimetière d'Ixelles, Maïté Meeûs a créé la page Instagram Balance ton Bar pour recueillir les témoignages des victimes.
Un mouvement de libération de la parole s’est ensuivi autour de la question des agressions sexuelles et viols par soumission chimique. Balance ton bar a ainsi contribué à mettre en lumière ce phénomène peu connu du grand public, notamment via une médiatisation importante du mouvement. Maïté a ensuite essaimé ce mouvement dans plus de 60 villes et plusieurs pays dont la France, l'Espagne ou encore la Tunisie.
C’est également à la suite de Balance ton Bar que Carl de Moncharline fut mis en cause dans plusieurs médias, l'homme influent de la nuit bruxelloise ayant été accusé de viol par de nombreuses personnes.
Le hashtag #balancetonbar a  pris une dimension internationale avec des comptes Instagram similaires dans plusieurs pays et notamment en France.

## ASBL Artémise: vers une nouvelle ère de soutien aux victimes
À la suite des constats alarmants tirés de "Balance Ton Bar", Maïté Meeûs a fondé l'ASBL Artémise. Cette association a pour mission de soutenir les victimes de violences sexuelles (adultes et enfants) en Belgique en leur offrant un espace de parole, de reconstruction et d'expression.
En 2024, elle a été nommée par Forbes comme une des 30 under 30 de Belgique. 

## Prix & distinctions
| Année | Distinction                            | Entité                |
| ----- | -------------------------------------- | --------------------- |
| 2022  | Prix Amnesty Jeunes des Droits Humains | Amnesty International |
| 2024  | Forbes 30 under 30                     | Forbes Belgium        |
| 2024  | Prix de la Citoyenneté                 | Fondation P&V         |
| 2025  | Leader of Tomorrow                     | St. Gallen Symposium  |